# Конопкі-Монети
Конопкі-Монети (пол. Konopki-Monety) — село в Польщі, у гміні Грабово Кольненського повіту Підляського воєводства.
Населення — 195 осіб (2011).
У 1975-1998 роках село належало до Ломжинського воєводства.

## Демографія
Демографічна структура станом на 31 березня 2011 року:
|          | Загалом | Допрацездатний вік | Працездатний вік | Постпрацездатний вік |
| -------- | ------- | ------------------ | ---------------- | -------------------- |
| Чоловіки | 107     | 25                 | 68               | 14                   |
| Жінки    | 88      | 24                 | 54               | 10                   |
| Разом    | 195     | 49                 | 122              | 24                   |